# Stanley Rous
Sir Stanley Ford Rous (Mutford, 25 aprile 1895 – Londra, 18 luglio 1986) è stato un arbitro di calcio e dirigente sportivo inglese, presidente della FIFA dal 1961 al 1974.

## Biografia
Insegnante di sport alla Grammar School di Watford, Rous giocò a calcio a livello amatoriale come portiere, prima d'intraprendere la carriera arbitrale.
Diresse la finale di FA Cup nel 1934 e una partita del campionato del mondo 1930.
A livello dirigenziale, dopo essere stato uno storico segretario della Football Association (1934-1962), venne eletto presidente della FIFA nel 1961. Rieletto più volte, ricoprì la carica fino al 1974, quando fu sconfitto dal brasiliano João Havelange, per poi diventare presidente onorario della federazione internazionale. Al di fuori dell'ambito FIFA, presenzió nel comitato organizzativo della Coppa delle Fiere.
Ebbe il titolo di Sir oltreché la nomina di presidente a vita del Queens Park Rangers Football Club.
Morì di leucemia nel 1986, all'età di 91 anni.